# 高正 (遼朝)
高正（10世纪—1016年），遼朝状元，籍贯不详。
遼聖宗統和七年（989年），高正高中狀元，累進枢密直学士。統和二十四年（1006年），作为贺正月元旦使者出使北宋。統和二十八年（1010年），辽圣宗親征高麗國之前，高正以樞密宜學士出使高麗。回国，转任尚書右僕射。高麗显宗王詢上表请入朝契丹，聖宗允許，派遣高正率骑兵千人迎高麗王。途中被高麗将軍卓思正包围。高正以寡不敌众，高正与麾下兵士突围而出，兵士死傷者众。聖宗後悔他派遣轻率，没有問罪高正。統和二十九年（1011年），转任工部侍郎，官至北院樞密副使。卒於遼聖宗開泰五年（1016年）。《遼史》有载。

## 延伸阅读
[在维基数据编辑]
 《遼史·卷88》，出自脱脱《遼史》